# International Mineralogical Association
Az International Mineralogical Association (rövidítve IMA) a Nemzetközi Ásványtani Világszövetség neve.
A szervezetet 1959-ben alapították, négy évente tarja kongresszusát. A legutóbbit, a huszadikat Budapesten rendezték meg 2010. augusztus 21. és 27. között, az ELTE Természettudományi Kar (ELTE-TTK) két Duna-parti épületében. A kongresszus megszervezése és lebonyolítása tíz közép‐ és közép‐kelet‐európai ország nemzetközi összefogásában történt Ausztria, Bulgária, Csehország, Horvátország, Lengyelország, Magyarország, Románia, Szerbia, Szlovákia és Szlovénia részvételével. A kongresszus megszervezésében döntő szerepet játszott Weiszburg Tamás, az ELTE oktatója, az Ásványtár vezetője.
A legutóbbi kongresszusainak éve és színhelye:
- 1994 Pisa, Olaszország
- 1998 Toronto, Kanada
- 2002 Edinburgh, Skócia, Nagy-Britannia
- 2006 Kóbe, Japán (Főszervező: Jun-ichi Matsuda, Osaka Egyetem)
- 2010 Budapest, Magyarország (Főszervező: Weiszburg Tamás, Eötvös Loránd Tudományegyetem)

A négyévente rendezett kongresszusokat mindig más és más földrészen tartják. Utoljára a Dél-afrikai Köztársaságban, Sandtonban, Johannesburg városrészében tartottak kongresszust 2014. szeptember 1. és 5. között.

## Külső hivatkozások
- A kobei, 19. IMA kongresszus honlapja
- A budapesti, 20. IMA kongresszus honlapja Archiválva 2010. november 24-i dátummal a Wayback Machine-ben
- Három új magyar ásvány a 20. IMA kongresszus évében Magyarországon